# József Szájer
József Szájer (Sopron, Hongria, 7 de setembre de 1961) és un polític hongarès i exdiputat del Parlament Europeu del partit conservador Fidesz, fou una persona clau en el partit i un dels autors de la reforma de la constitució hongaresa que inclou la definició de matrimoni com una unió únicament entre home i dona.
Va dimitir del seu càrrec d'eurodiputat el 29 de novembre de 2020 després d'haver estat atrapat per la policia belga la nit del 27 de novembre fugint d'una orgia amb 25 homes al pis superior d'un bar gai de Brussel·les, en violació de la normativa local del coronavirus.

## Educació
Szájer va estudiar al Bibó István College i es va graduar com a expert legal a la Universitat Eötvös Loránd (ELTE) de Budapest el 1986. Després va treballar durant una dècada com a professor al departament de dret romà d'ELTE, també va assistir al Balliol College, Oxford, i del 1986 al 1987 i es va traslladar com a investigador a la Universitat de Michigan del 1988 al 1989. Va aprovar l'examen d'advocacia el 1996, després del qual va exercir d'advocat.

## Carrera política

### Dins d'Hongria
El 1988, Szájer es va unir a Fidesz com a membre fundador del partit i va participar en les taules rodones hongareses del 1989 al 1990. El 1990 va ser elegit membre del Parlament hongarès, un escó que mantindria fins a convertir-se en europarlamentari el 2004. Del 1994 al 2002 va dirigir el grup parlamentari de Fidesz i del 1998 al 2002 va presidir la comissió d'integració europea del Parlament. Va ocupar el càrrec de vicepresident de Fidesz del 1996 al 2003, i del 2000 al 2011 va ser membre de la junta del Partit Popular Europeu.
El 2007 es va convertir en membre fundador de Szabadság kör.
Mentre era eurodiputat, el 2010 Szájer va ser nomenat per presidir el comitè de redacció de la nova Constitució d'Hongria i va dirigir el comitè consultiu nacional. Szájer va escriure l'esborrany al seu iPad. El comitè va presentar diversos canvis notables a la constitució, inclosa una proposta per permetre als pares votar a les eleccions en nom dels seus fills menors d'edat i un article que prohibia l'avortament. La nova constitució també va emfatitzar la definició del matrimoni com a entre home i dona, en un aparent repudi de les crides al reconeixement del matrimoni homosexual.

### Al Parlament Europeu
El 2003, Szájer es va unir a la Convenció sobre el Futur d'Europa i va ser membre observador del Parlament Europeu, abans de l'adhesió d'Hongria a la UE. El 2004, Szájer va ser elegit per primera vegada al Parlament Europeu i nomenat entre els vicepresidents del Grup del Partit Popular Europeu i els demòcrates europeus. Del 2004 al 2007, Szájer va formar part de la Comissió del Mercat Interior i la Protecció del Consumidor, i després de la Comissió d'Afers Constitucionals (2007-2014).
El 2008 es va convertir en signatari de la Declaració de Praga sobre consciència i comunisme europeu. El 2009, reelegit, va ser nomenat cap de la delegació hongaresa del PPE (fins al 2011) i vicepresident del grup del Partit Popular Europeu (fins al 2020). Des del 2014 fins a la seva dimissió el 2020, va ser membre actiu de la Comissió d'Afers Jurídics. Szájer va ser un substitut del comitè de comerç internacional i membre de la delegació de relacions amb els Estats Units.

### Premis
El 2000, Szájer va rebre l'honor del cavaller comandant de Sant Miquel i Sant Jordi (KCMG) de la Elisabet II del Regne Unit.
El 2010 es va convertir en ciutadà honorari de Sopron. Després del seu escàndol, va renunciar a la ciutadania honorària el 3 de desembre de 2020.

### Renúncia
Szájer va dimitir com a diputat el 29 de novembre de 2020 (efectiu a finals de desembre), després d'haver estat atrapat per la policia belga la nit del 27 de novembre fugint d'una orgia privada de 25 homes sobre un bar gai, en violació de les restriccions locals per combatre el coronavirus.
D'acord amb un comunicat de l'oficina del fiscal federal, va ser vist fugint a través d'una finestra i d'un canal de la pluja, i les seves mans estaven plenes de sang. Una pastilla d'èxtasi es va trobar a la motxilla, encara que ell va negar la droga era seva. No va poder mostrar cap document d'identitat in situ, de manera que la policia el va escortar fins a casa seva, on es va identificar amb un passaport diplomàtic.
Szájer va deixar Fidesz el 2 de desembre de 2020. El primer ministre i líder del partit, Viktor Orbán, va dir a Magyar Nemzet "que el que ha fet el nostre company membre József Szájer no s'adapta als valors de la nostra comunitat política. No oblidarem i refusarem els seus trenta anys de treball, però les seves accions no són acceptables i no es poden defensar". Altres eurodiputats, inclosos Márton Gyöngyösi, Manon Aubry i Terry Reintke, van acusar Szájer i Fidesz d'hipocresia a la llum de les postures del partit sobre qüestions LGBT.

## Vida personal
Szájer està casat amb Tünde Handó, una jutge del Tribunal Constitucional d'Hongria.
El 2015, una membre de l'Aliança de Demòcrates Klára Ungár, que era obertament lesbiana, va afirmar que Szájer i Máté Kocsis eren gais. Kocsis va presentar una demanda per difamació contra Ungár. Va guanyar la demanda als tribunals, però va perdre en apel·lació. Szájer no va reaccionar a la declaració.

## Llibres
- Jogállam, Szabadság, Rendszerváltoztatás[19] (1998)
- Európa[20] (2004)
- Szabad Magyarország, szabad Európa[21] (2014)